# 萨尔特河畔孔代
萨尔特河畔孔代（法語：Condé-sur-Sarthe，法語發音：[kɔ̃de syʁ saʁt] ⓘ）是法国奥恩省的一个市镇，位于该省南部，省会阿朗松市区以西，属于阿朗松区。

## 地理
萨尔特河畔孔代（48°25'55"N, 0°2'3"E）面积8.46 平方千米，位于法国诺曼底大区奧恩省，该省份为法国西北部内陆省份，北起顺时针与卡爾瓦多斯省、厄尔省、厄尔-卢瓦省、萨尔特省、马耶讷省和芒什省接壤。
与萨尔特河畔孔代接壤的市镇（或旧市镇、城区）包括：阿朗松、达米尼、埃卢、隆赖、米约塞、帕塞、圣日耳曼-迪科尔贝伊。

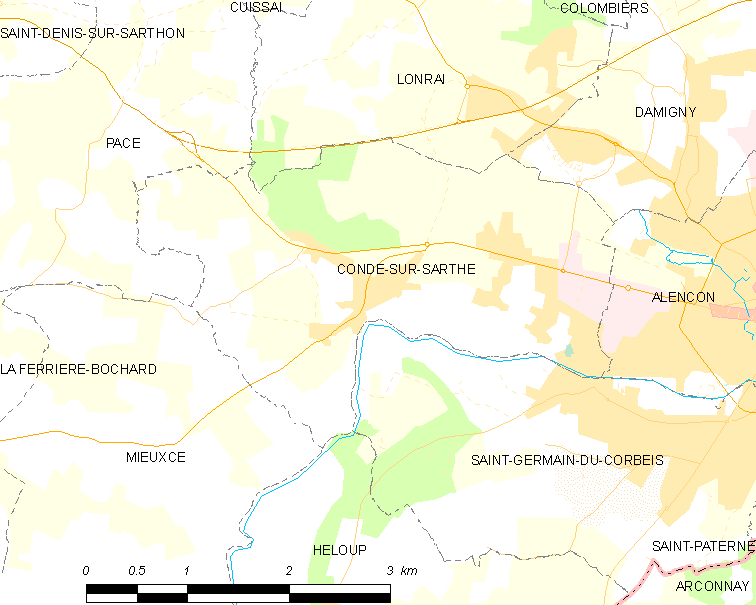
萨尔特河畔孔代的OSM定位图

萨尔特河畔孔代的时区为UTC+01:00、UTC+02:00（夏令时）。

## 行政
萨尔特河畔孔代的邮政编码为61250，INSEE市镇编码为61117。

## 政治
萨尔特河畔孔代所属的省级选区为达米尼县。

## 人口

1962-2008年间萨尔特河畔孔代人口变化图示

萨尔特河畔孔代于2022年1月1日时的人口数量为2492人。